# 椎葉大和
椎葉 大和（しいば ひろゆき、1943年1月27日 - ）日本の建築学者。工学者。福岡大学工学部建築学科名誉教授。
研究分野は建築構造・材料で、1971年～2003年まで、コンクリートに関する研究に従事。工学博士。

## 経歴
- 1962年　福岡県立修猷館高等学校卒業。
- 1970年　日本大学理工学部建築学科卒業。
- 1972年　東京大学大学院工学系研究科建築学専攻修士課程修了。
- 1976年　東京大学大学院工学研究科建築学専攻博士課程修了。
- 1976年～1979年　福岡大学工学部助手
- 1979年～1987年　福岡大学工学部助教授
- 1987年～2003年　福岡大学工学部教授
- 1987年～1990年, 1996年～1998年, 1997年～2002年　日本建築学会評議員,支部材料・施工委員会委員長
- 1995年～1997年　日本建築学会年次論文報告集査読委員会幹事。
- 1997年～1998年　日本コンクリート工学協会役員候補指名委員会委員長。
- 2000年～　日本材料学会評議員。セメント協会、日本セラミックス協会会員。

## 研究分野
- 高流動・高強度コンクリートの諸性状に関する研究 (1987年～2005年)
- フライアッシュを使用したコンクリートの諸性状に関する研究 (1991年～2005年)
- 生コンスラッジの有効利用に関する研究 (1999年～2009年)
- 飛灰焼成骨材を用いた軽量コンクリートに関する研究 (2000年～2006年)
- コンクリートに関する新技術の開発
- 都市ごみから製造した飛灰焼成骨材の軽量コンクリート製品への応用 (2000年～2003年)